# Alexei Borissowitsch Tscheremissinow

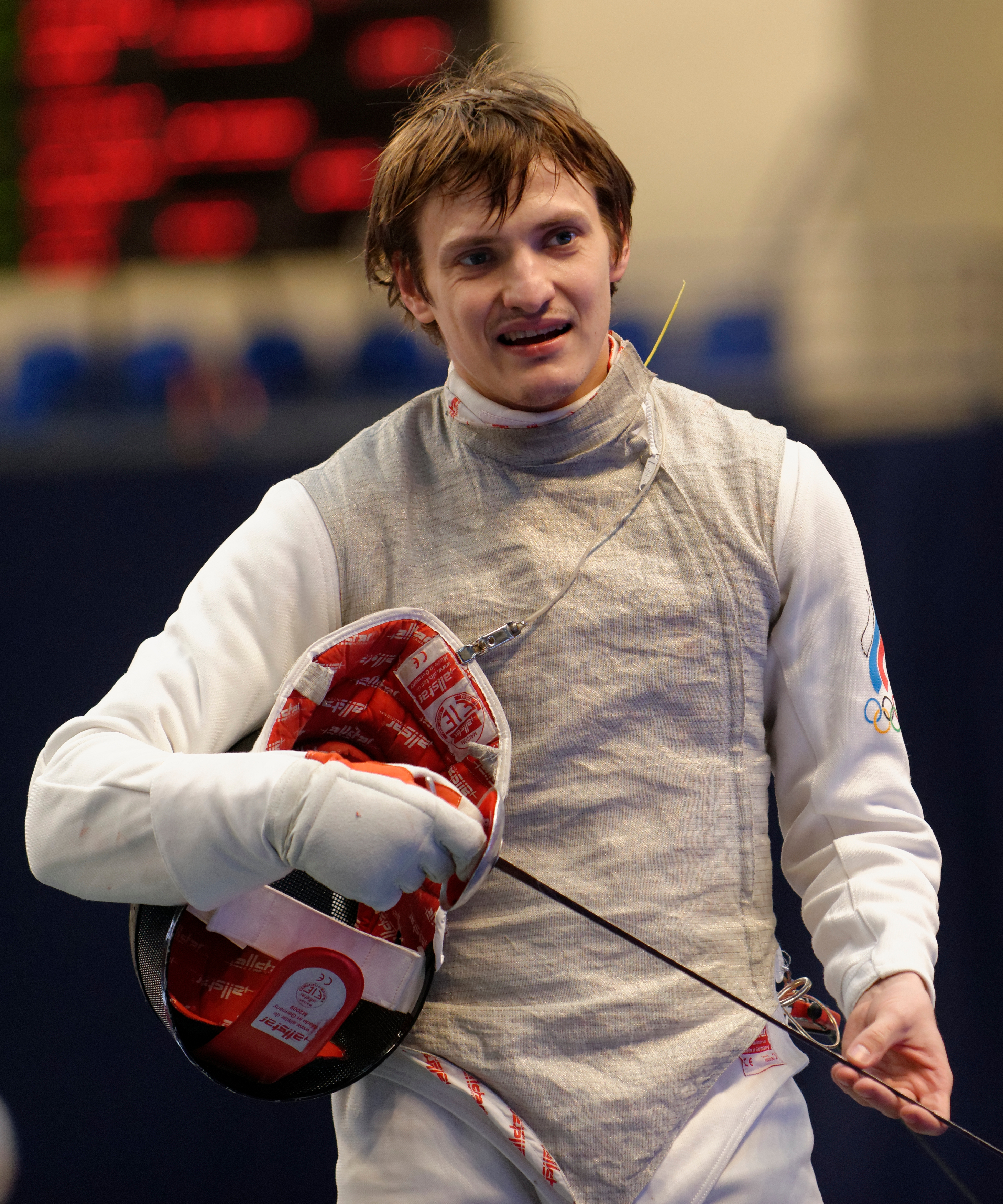
Alexei Tscheremissinow (2014)

Alexei Borissowitsch Tscheremissinow (russisch Алексей Борисович Черемисинов; * 9. Juli 1985 in Moskau, Sowjetunion) ist ein russischer Florettfechter. Er wurde Olympiasieger und Weltmeister.

## Erfolge
Alexei Tscheremissinow errang 2007 bei der Europameisterschaft in Gent Silber mit der Florett-Mannschaft, 2010 in Leipzig ebenfalls. Bei der EM 2011 in Sheffield bekam er Bronze im Einzel, er verlor nur gegen den späteren Sieger Giorgio Avola.
2012 wurde er in Legnano Einzeleuropameister, bei den Olympischen Spielen in London verlor Tscheremissinow gegen Andrea Baldini und belegte den achten Platz. 2013 errang er bei der Europameisterschaft in Zagreb Silber im Einzel. 2014 wurde er in Kasan Einzelweltmeister und errang bei der Europameisterschaft in Straßburg sowohl Silber im Einzel als auch Bronze mit der Mannschaft.
Bei den Olympischen Spielen in Rio de Janeiro gewann die russische Florett-Mannschaft mit ihm Gold.